# دوماسو
دوماسو (به ایتالیایی: Domaso) یک کومونه در ایتالیا است که در استان کومو واقع شده‌است.

## خصوصیات
دوماسو ۶٫۱ کیلومترمربع مساحت و ۱٬۴۶۱ نفر جمعیت دارد.